# Valérie Minetto
Pour les articles homonymes, voir Valérie et Minetto.
Valérie Minetto, née en 1965 à Forcalquier dans les Alpes-de-Haute-Provence, est une réalisatrice, scénariste et actrice française.

## Biographie
Née en 1965, Valérie Minetto est diplômée de l'École des arts décoratifs de Nice et de La Femis.

## Filmographie
| année | film                                       | actrice | réalisatrice | scénariste | type de film    |
| ----- | ------------------------------------------ | ------- | ------------ | ---------- | --------------- |
| 1997  | Thérapie russe                             | Oui     |              |            | long métrage    |
| 1998  | Beau geste à Moscou                        |         | Oui          | Oui        | documentaire    |
| 2000  | D'amour et d'eau fraîche                   | Oui     |              |            | court métrage   |
| 2000  | Adolescents                                |         | Oui          | Oui        | long métrage    |
| 2003  | Moscou entre ciel et terre                 |         | Oui          | Oui        | documentaire    |
| 2005  | Oublier Cheyenne                           |         | Oui          | Oui        | long métrage    |
| 2006  | Dans les jardins de mon père               |         | Oui          | Oui        | documentaire    |
| 2009  | Mine, de fil en aiguille                   |         | Oui          |            | documentaire    |
| 2010  | Pas de politique à table                   |         | Oui          | Oui        | série télévisée |
| 2015  | L'Échappée, à la poursuite d'Annie Le Brun |         | Oui          | Oui        | documentaire    |
| 2022  | Le Monde le monde                          |         | Oui          | Oui        | essai           |